# Big Life (etichetta discografica)
La Big Life è stata un'etichetta discografica britannica. 

## Storia
La Big Life venne fondata nel 1987 da Jazz Summers e Tim Parry e si specializzò nella pubblicazione di musica elettronica. Tra gli artisti che ha scritturato vi sono The Orb, Stare, Yazz, Junior Reid, Coldcut, De La Soul e Damage.
Nel 1997 venne posta in amministrazione controllata. Nel 2008 venne acquisita dall'Universal Music Publishing Group.